# Beatrice Cenci (film, 1941)
Pour les articles homonymes, voir Beatrice Cenci (homonymie).
Pour plus de détails, voir Fiche technique et Distribution.
Beatrice Cenci est un film italien réalisé par Guido Brignone, sorti en 1941.

## Synopsis
L'action du film se déroule à la fin du XVIe siècle entre les Abruzzes et Rome. Le comte romain Francesco Cenci, un homme dissolu et violent, est condamné pour dettes à sept mois d'exil à passer dans une lointaine forteresse des Abruzzes. Véritable tyran, il exige que les membres de sa famille l'accompagnent, ce qui est particulièrement douloureux pour sa fille Béatrice, qui est contrainte de quitter son petit ami pour suivre son père. Soumise aux humiliations les plus cruelles de son père , elle demande l'aide de son petit ami qui décide de la libérer et arrive à la forteresse avec l'intention de l'enlever. Le plan échoue et le jeune homme reste coincé dans le château. 
Le lendemain matin, le corps du comte Cenci est retrouvé dans un ravin, sous la fenêtre de sa chambre. Accident ou crime ? Le processus d'enquête commence alors que les soupçons se concentrent sur les membres de la famille. Béatrice étant  la seule à s'être opposée à l'autorité de son père est estimée coupable  et lors  du  procès est condamnée avec son petit ami à la décapitation. 
Quand  l'innocence de Béatrice est prouvée, la sentence a déjà été exécutée.

## Fiche technique
- Titre : Beatrice Cenci
- Réalisation : Guido Brignone
- Scénario : Tomaso Smith
- Photographie : Jan Stallich
- Pays d'origine : Royaume d'Italie
- Format : Noir et blanc - 1,37:1 - Mono
- Genre : drame
- Date de sortie : 1941

## Distribution
- Carola Höhn : Beatrice Cenci
- Giulio Donadio : Francesco Cenci
- Tina Lattanzi : Lucrezia Cenci
- Osvaldo Valenti : Giacomo Cenci
- Elli Parvo : Angela
- Enzo Fiermonte : Olimpio Calvetti
- Sandro Ruffini : Moscato
- Luigi Pavese : Catalano
- Marcello Giorda : le président du tribunal
- Arturo Bragaglia : Don Lorenzo
- Carlo Duse
- Pina Gallini
- Marino Girolami
- Nino Marchesini
- Giovanni Onorato
- Emilio Petacci